# Agrégation d'histoire et géographie
L'agrégation d'histoire et géographie est un concours public de l'enseignement secondaire en France, destiné à recruter des enseignants d'histoire-géographie. Elle a existé de 1831 à 1943 comme concours externe masculin, de 1895 à 1975 comme concours externe féminin (sous divers noms), et depuis 1986 comme concours interne mixte.
Cinquième agrégation créée, l'agrégation d'histoire et géographie est réservée aux hommes jusqu'en 1924, puis à nouveau après 1937 au prétexte qu'existe depuis 1895 une section historique de l'agrégation féminine. Sélective et prestigieuse, elle est dès cette époque souvent officieusement nécessaire pour enseigner à l'université.
L'agrégation d'histoire et géographie disparaît après 1943 pour laisser place après 1944 à une agrégation d'histoire masculine et une agrégation de géographie (mixte) à partir de 1944. L'agrégation féminine prend le nom d'agrégation féminine d'histoire et géographie dans les années 1950 ; elle disparaît en 1975 avec l'assimilation des concours de recrutement de l'éducation.
En 1986, l'agrégation d'histoire et géographie réapparaît avec la création des agrégations internes, réservées aux fonctionnaires, généralement des enseignants titulaires d'un CAPES.

## Historique
Cette agrégation est créée en 1831, un an après l'instauration des quatre premières agrégations nationales.
En 1840, 1844 et 1848 une éphémère agrégation d'histoire et géographie de l'enseignement supérieur est également ouverte. Sélective et prestigieuse, l'agrégation du secondaire est cependant dans les décennies suivantes souvent officieusement considérée comme nécessaire pour enseigner à l'université.
Tout au long du XIXe siècle, cette agrégation reste uniquement masculine. Une « section historique » est toutefois instaurée au sein de l'agrégation féminine des lettres en 1985 afin de fournir des enseignantes en histoire et géographie aux lycées de jeunes filles.
À la suite de l'arrêté du 17 mars 1924 autorisant les femmes à se présenter aux agrégations masculines en vue d'une assimilation des concours masculins et féminins en 1938, une première femme est reçue en 1927 à l'agrégation masculine d'histoire et géographie, Madeleine Isaac. 24 autres le sont jusqu'en 1937 tandis que le contenu de l'agrégation féminine est rapprochée du concours « masculin ». L'agrégation d'histoire et géographie est cependant à nouveau interdite aux femmes après 1938, d'abord seule dans ce cas jusqu'à ce que l'arrêté du 19 décembre 1941 interdise aux femmes de présenter toute agrégation masculine disposant d'un pendant féminin (lettres, grammaire, mathématiques, physique).
À partir de 1944, à la suite de l'autonomisation universitaire de la géographie, l'agrégation d'histoire et géographie est divisée en une agrégation de géographie (ouverte aux femmes faute d'agrégation féminine équivalente) et une agrégation d'histoire qui reste masculine. En 1970, une agrégation féminine de géographie est créée. 
La section historique de l'agrégation féminine, appelée agrégation féminine d'histoire et géographie après les années 1950, subsiste cependant jusqu'à la fusion des concours en 1976, l'accès à l'agrégation d'histoire restant interdit aux femmes pour diverses raisons.
En 1986, la création des agrégations internes, réservée aux fonctionnaires (généralement titulaires du CAPES), conduit à la réapparition de l'agrégation d'histoire-géographie, depuis lors concours uniquement interne.

## Programmes

### Programme de la session 2026
- Géographie thématique : Environnements : approches géographiques
- Géographie des territoires : La France : géographie générale.
- Histoire moderne : L'âge des révolutions (années 1770-1804) - France, États-Unis, Saint-Domingue ; Irlande, Pays-Bas autrichiens et Provinces-Unies
- Histoire contemporaine : L’Empire colonial français en Afrique : métropole et colonies, sociétés coloniales, de la conférence de Berlin (1884-1885) aux Accords d’Évian de 1962

### Programme de la session 2025
- Géographie thématique : Environnements : approches géographiques
- Géographie des territoires : La France : géographie générale.
- Histoire médiévale et moderne : La construction de l'État monarchique (1380-1715)
- Histoire contemporaine : L’Empire colonial français en Afrique : métropole et colonies, sociétés coloniales, de la conférence de Berlin (1884-1885) aux Accords d’Évian de 1962

### Programme de la session 2024
- Géographie thématique : Les frontières
- Géographie des territoires : La France : géographie générale.
- Histoire médiévale et moderne : La construction de l'État monarchique (1380-1715)
- Histoire contemporaine : Le travail en Allemagne, en Angleterre et en France (hors empire colonial) des années 1830 aux années 1930. Mains-d’œuvre artisanales et industrielles, pratiques et questions sociales.

### Programme de la session 2023
- Géographie thématique : Les frontières
- Géographie des territoires : La France : géographie générale.
- Histoire contemporaine : Le travail en Allemagne, en Angleterre et en France (hors empire colonial) des années 1830 aux années 1930. Mains-d’œuvre artisanales et industrielles, pratiques et questions sociales
- Histoire moderne : État, pouvoirs et contestations dans les monarchies française et britannique et dans leurs colonies américaines (vers 1640-vers 1780)

### Programme de la session 2022
- Géographie thématique : L’Asie du Sud-Est
- Géographie des territoires : La France : géographie générale.
- Histoire contemporaine : Le travail en Allemagne, en Angleterre et en France (hors empire colonial) des années 1830 aux années 1930. Mains-d’œuvre artisanales et industrielles, pratiques et questions sociales
- Histoire moderne : État, pouvoirs et contestations dans les monarchies française et britannique et dans leurs colonies américaines (vers 1640-vers 1780)

### Programme de la session 2021
- Géographie thématique : L’Asie du Sud-Est
- Géographie des territoires : La France : géographie générale.
- Histoire contemporaine : Cultures, médias, pouvoirs aux États-Unis et en Europe occidentale (1945 - 1991).
- Histoire moderne : État, pouvoirs et contestations dans les monarchies française et britannique et dans leurs colonies américaines (vers 1640-vers 1780)

### Programme de la session 2020
- Géographie thématique : Les espaces du tourisme et des loisirs.
- Géographie des territoires : La France : géographie générale.
- Histoire contemporaine : Cultures, médias, pouvoirs aux États-Unis et en Europe occidentale (1945 - 1991).
- Histoire médiévale : Chrétiens, juifs et musulmans. Pouvoirs et minorités dans l’espace méditerranéen (XIe – XVe siècles).

### Programme de la session 2019
- Géographie thématique : Les espaces du tourisme et des loisirs.
- Géographie des territoires : La France : géographie générale.
- Histoire contemporaine : Le Proche et le Moyen-Orient de 1839 à 1991.
- Histoire médiévale : Chrétiens, juifs et musulmans. Pouvoirs et minorités dans l’espace méditerranéen (XIe – XVe siècles).

### Programme de la session 2018
- Géographie thématique : Géographie des mers et des océans
- Géographie des territoires : La France : géographie générale.
- Histoire contemporaine : Le Proche et le Moyen-Orient de 1839 à 1991.
- Histoire ancienne : Le monde romain de 70 av. J.-C. à 73 ap. J.-C.

### Programme de la session 2017
- Géographie thématique : Géographie des mers et des océans
- Géographie des territoires : La France : mutations des systèmes productifs
- Histoire ancienne : Le monde romain de 70 av. J.-C. à 73 ap. J.-C.
- Histoire contemporaine : Citoyenneté, République, démocratie en France de 1789 à 1914.

### Programme de la session 2016
- Géographie thématique : La géographie des conflits
- Géographie des territoires : La France : mutations des systèmes productifs
- Histoire contemporaine : Citoyenneté, République, démocratie en France de 1789 à 1914.
- Histoire médiévale : Guerres et Sociétés en Europe Occidentale de 1270 à 1480 (Royaumes de France, d’Angleterre et d’Écosse, marges occidentales de l’Empire).

### Programme de la session 2015
- Géographie thématique : La géographie des conflits.
- Géographie des territoires : La France en villes.
- Histoire médiévale : Guerres et Sociétés en Europe Occidentale de 1270 à 1480 (Royaumes de France, d’Angleterre et d’Écosse, marges occidentales de l’Empire).
- Histoire contemporaine : Les sociétés coloniales en Afrique, Antilles, Asie (années 1850-années 1950).

### Programme de la session 1994
- Géographie
  - La France : aspects généraux et régionaux (y compris les départements d'Outre-mer : Guadeloupe, Guyane, Martinique, Réunion).
  - Le continent nord-américain : Canada, États-Unis, Mexique.

- Histoire
  - Histoire médiévale : Populations et sociétés en Europe occidentale aux XIVe et XVe siècles (France et grands fiefs, Grande-Bretagne, terres d'Empire, Italie).
  - Histoire contemporaine : L'Europe et l'Afrique de la veille de la première guerre mondiale aux années soixante-dix.